# WTF Do I Know
«WTF Do I Know» —en español: «Qué carajos sé yo»— es una canción de la cantante estadounidense Miley Cyrus para su séptimo álbum de estudio Plastic Hearts (2020). Fue escrita por Cyrus, Ryan Tedder, Ali Tamposi, Andrew Wotman y Louis Bell mientras que la producción fue dirigida por los dos últimos.

## Descripción
«WTF Do I Know» es una canción rock con toques de glam rock. Fue escrita por Cyrus, Ryan Tedder, Ali Tamposi, Andrew Wotman y Louis Bell, mientras que estos últimos se encargaron de producirla. En total, cuenta con una duración de dos minutos con cincuentaiún segundos.
La canción fue escrita sobre su divorcio con Liam Hemsworth y de acuerdo a la propia Cyrus "[WTF Do I Know] no es como me siento cada segundo del día, es como me sentí en un momento [...] ese fue un momento en el que me sentí realmente fuerte y algunos días no es así".

## Presentaciones en directo
Cyrus interpretó en vivo la canción por primera vez el 29 de julio de 2021 en el festival Lollapalooza de Chicago.

## Posicionamiento en listas
| País (Lista 2020)                             | Mejor posición | Ref   |
| --------------------------------------------- | -------------- | ----- |
| Estados Unidos (Hot Rock & Alternative Songs) | 13             | [ 3 ] |
| Estados Unidos (Rock Digital Song Sales)      | 11             | [ 4 ] |
| Estados Unidos (Rock Streaming Songs)         | 19             | [ 5 ] |

## Certificaciones
| País (Organismo certificador) | Certificaciones | Ventas certificadas | Ref.  |
| ----------------------------- | --------------- | ------------------- | ----- |
| Brasil (Pro-Música Brasil)    | Oro             | 20 000              | [ 7 ] |

## Premios y nominaciones
| Año  | Premiación              | Categoría                         | Resultado | Ref.  |
| ---- | ----------------------- | --------------------------------- | --------- | ----- |
| 2022 | Gold Derby Music Awards | Mejor canción de rock/alternativo | Nominada  | [ 8 ] |